# 20009 Joerao
20009 Joerao este o planetă minoră (asteroid) din centura de asteroizi. A fost descoperită pe 18 iulie 1991 la Observatorul Palomar de Henry E. Holt. 
Obiectul prezintă o orbită caracterizată de o semiaxă mare de 2,5545215 UAi, o excentricitate de 0,21, o înclinație de 8,63519 ° în raport cu ecliptica.